# Maison de Jovan Rajić à Malo Laole
La maison de Jovan Rajić à Malo Laole (en serbe cyrillique : Кућа Јована Рајића у Малом Лаолу ; en serbe latin : Kuća Jovana Rajića u Malom Laolu) se trouve à Malo Laole, dans la municipalité de Petrovac na Mlavi et dans le district de Braničevo, en Serbie. Elle est inscrite sur la liste des monuments culturels protégés de la république de Serbie (identifiant no SK 1716).

## Présentation
La maison a été construite à Malo Laole, à Gornja mahala, à la demande de Života Rajić, dans la seconde moitié du XIXe siècle ; elle a été édifiée dans une cour où se trouvent également divers bâtiments à fonction économique.
Au moment de sa construction, la maison mesurait 12 m sur 8. Elle repose entièrement sur des fondations faites de poutres en chêne massives appuyées sur des pierres brutes reliées par un mortier de chaux et de boue. Les murs sont construits selon la technique des colombages avec un remplissage constitué de planches en chêne enfoncées dans la structure en bois. Le toit, qui possède une charpente en bois, est recouvert de tuiles.
L'organisation de l'espace intérieur est caractéristique des maisons traditionnelles de type « développé » de la seconde moitié du XIXe siècle. Au centre se trouve la « kuća », c'est-à-dire la « maison » au sens restreint du terme, avec un sol en briques ; cette pièce centrale est entourée de deux autres pièces avec un sol en terre battue ; l'ensemble est chauffé par un foyer ouvert et un fourneau situés dans la « kuća ». Le long de cette « kuća » s'étend un porche-galerie ouvert avec un sol en briques qui conduit à un « ćiler », une sorte de grenier.
Au moment de sa construction, la maison représentait le modèle d'une résidence villageoise prospère. Aujourd'hui, à la suite d'interventions diverses, son architecture et son apparence originelles ont été complètement altérées.